# 飛行員冰川

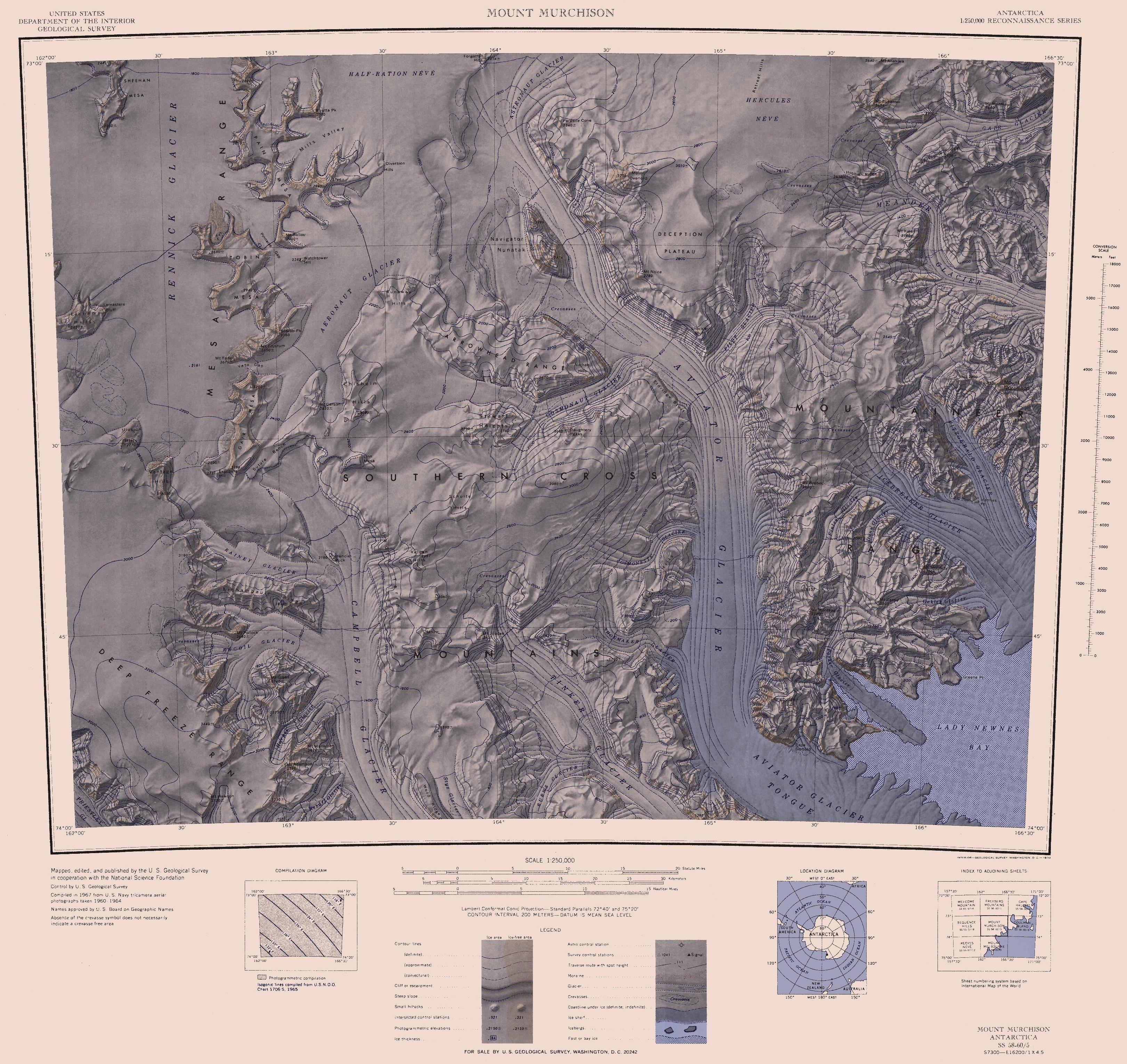

飛行員冰川（英語：Aviator Glacier）是南極洲的冰川，長96公里、寬8公里，從發源地維多利亞地高原向南流，流經登山家山脈西部，最終注入紐恩斯夫人灣。
73°50′S 165°03′E / 73.833°S 165.050°E